# Philippe Pinel

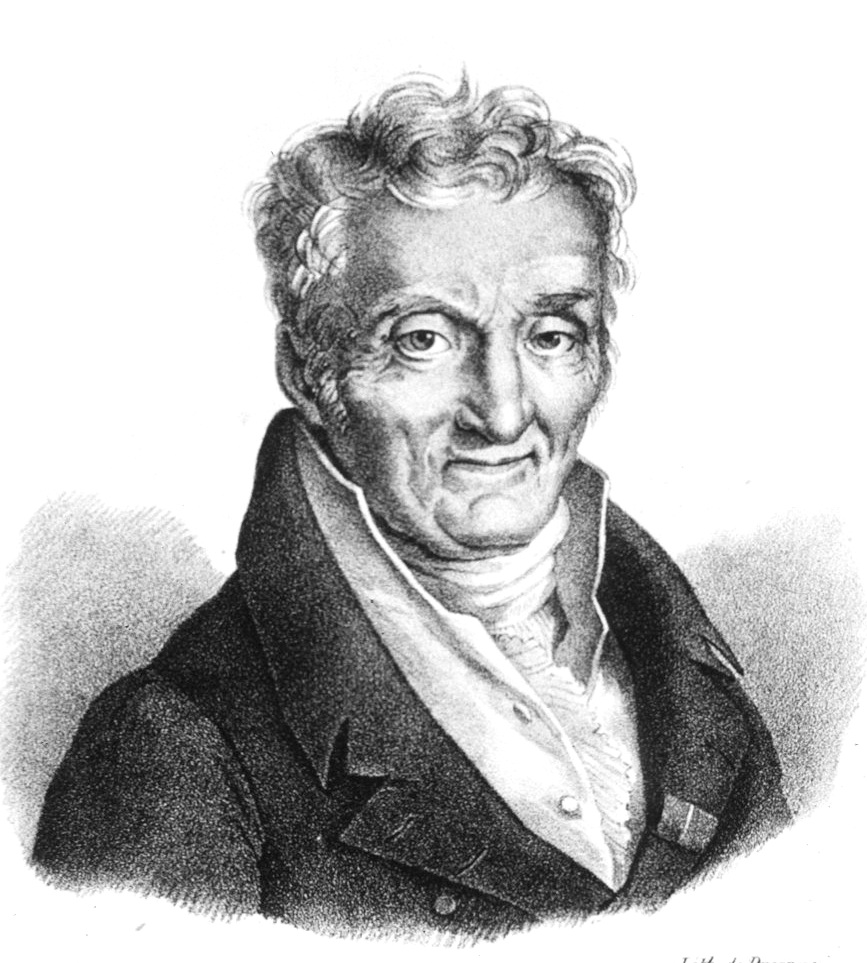
Philippe Pinel

Philippe Pinel (ur. 20 kwietnia 1745 w Saint-Paul-Cap-de-Joux, zm. 25 października 1826 w Paryżu) – francuski lekarz, przedstawiciel idei oświecenia, uważany za twórcę nowoczesnej psychiatrii. Jako pierwszy zaczął traktować chorych psychicznie zgodnie z duchem praw każdego człowieka do życia w wolności i decydowania o własnym losie. Zaczął stosować w ich leczeniu terapię zajęciową. Stwierdził także, że ruch powoduje u chorych poprawną aktywność i polepsza ich funkcjonowanie, co zaowocowało powstaniem rehabilitacji psychologicznej. Wyróżnił w swojej klasyfikacji chorób „manię bez delirium” (manie sans délire), odnosząc ją do osób, które dzisiaj określa się jako „antysocjalne” lub „psychopatyczne”. Jako jeden z pierwszych stworzył definicję upośledzenia umysłowego.